# Floris van Schooten

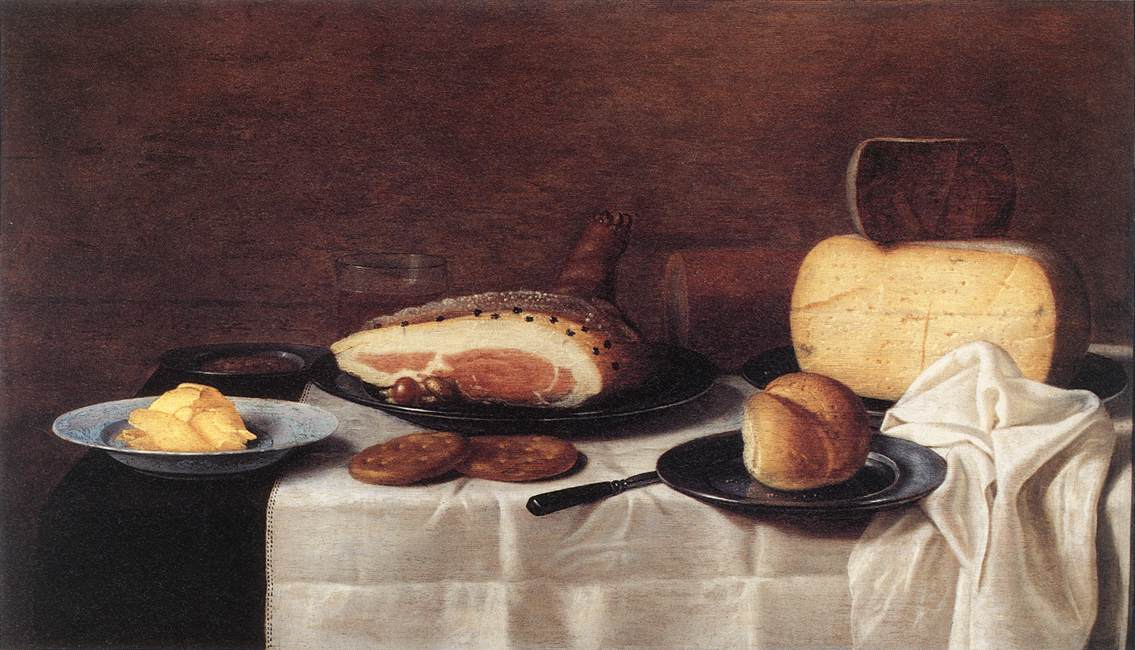
Martwa natura, ok. 1640

Floris Gerritsz. van Schooten (ur. między 1585 a 1588 w Haarlemie, pochowany 14 listopada 1656 tamże) – holenderski malarz martwych natur.
Niewiele wiadomo o jego życiu. Działał w Haarlemie po 1605 i w 1639 został dziekanem tamtejszej gildii św. Łukasza.
Malował duże obrazy na drewnie, przedstawiające martwe natury w duchu Nicoalesa Gillisa i Florisa van Dijcka. Motywy i przedmioty umieszczał równomiernie w przestrzeni, przedstawiając tylko skromne składniki posiłków: bloki sera, kawały szynki, zwykłe owoce. Taka prostota kompozycji i doboru motywów wskazuje na moralistyczne przesłanie jego obrazów.
Artysta początkowo naśladował styl Pietera Aertsena, by pod koniec życia stosować rozwiązania monochromatyczne, które rozwinęli Willem Claesz Heda i Pieter Claesz.

## Wybrane dzieła
- Martwa natura (ok. 1640) – Haarlem, Frans Halsmuseum
- Martwa natura z chlebem – Paryż, Luwr
- Martwa natura z owocami (ok. 1640) – Otterlo, Rijksmuseum Kroeller-Mueller
- Martwa natura z szynką i serem – Paryż, Luwr
- Martwa natura z szynką i szparagami – Warszawa, Muzeum Kolekcji im. Jana Pawła II
- Martwa natura: owoce, chleb, i kielich na stole – Manchester, City Art. Gallery
- Śniadanie – Antwerpia, Koninklijk Museum voor Schone Kunsten
- Śniadanie (ok. 1615) – Otterlo, Rijksmuseum Kroeller-Mueller